# A.S. Ponta Leste
A Associação Sportivo Ponta Leste é uma agremiação timorense sediada Díli, capital do Timor-Leste.
Disputa atualmente a divisão principal da Liga Futebol Timor-Leste, o campeonato nacional.

## História
O clube foi fundado em 1991 e ao longo dos anos participou de diversos campeonatos nacionais, transformando-se em um time tradicional no país. 
Em 2015, com a criação da nova Liga Futebol, a equipe passou a fazer parte da primeira divisão timorense. Em 2017, conquistou o vice-campeonato da liga, tendo alcançado boas colocações nas edições posteriores.
Seu maior título é a Taça 12 de Novembro de 2016, a copa nacional timorense.

## Campeonatos
- Campeonato Timorense de Futebol de 2015-16: 5º lugar
- Campeonato Timorense de Futebol de 2017: Vice campeão
- Campeonato Timorense de Futebol de 2018: 4º lugar
- Campeonato Timorense de Futebol de 2019: 3º lugar
- Campeonato Timorense de Futebol - Segunda Divisão de 2020-21: 3º lugar
- Campeonato Timorense de Futebol de 2022-23: 4º lugar